# Tractolira germonae
Tractolira germonae is een slakkensoort uit de familie van de Volutidae. De wetenschappelijke naam van de soort is voor het eerst geldig gepubliceerd in 1987 door Harasewych.